# Oleg Deripaska
Oleg Vladimirovitj Deripaska (ryska: Олег Владимирович Дерипаска), född 2 januari 1968 i Dzerzjinsk i Sovjetunionen, är en rysk ingenjör och oligark. 

## Uppväxt och studier
Oleg Deripaska växte upp i Ust-Labinsk i Krasnodar kraj. Hans föräldrar kom från Kuban. Han växte upp på en liten gård, där han från fem-sex års ålder lärde sig att leva av landet från sina morföräldrar, som var de som framförallt fostrade honom, eftersom hans mor som var ingenjör blivit änka, och var tvungen att lämna honom och arbeta annorstädes. Hans morfar och hans farfar var båda soldater i andra världskriget. Morfadern återvände levande, medan farfadern Timofej Deripaska (1918-1945) dog i Österrike. Morföräldrarna dog dock med kort mellanrum när han var åtta år och han fick då flytta till sin farmor.  
Oleg Deripaskas första arbete var som elektrikerlärling vid elva års ålder i den fabrik i Ust-Labinsk, där modern, Valeria,  arbetade. Han flyttade då hem till sin mor i en lägenhet i Ust-Labinsk. Ett år senare dog fadern. De hade dock inte haft mycket kontakt. 
Hans talang för matematik ledde till studier i fysik vid Moskvauniversitetet 1985. Efter ett års studier uttogs han till tre års värnplikt vid Rysslands strategiska robotstridskrafter i Transbajksls militärdistrikt i Sibirien och uppnådde sergeantgrad. Han tog därefter examen från Moskvauniversitetet 1993, och tog 1996 examen från Plekhanovs ekonomihögskola i Moskva.

## Affärsverksamhet
Åren 1994–1997 var han chef för smältverket i Sajanogorsk och 1997–2001 vd för "Sibirskij Aluminium". Från 2001 var han ordförande i det samma år grundade holdingbolaget Bazovij Element, som var majoritetsägare i bland andra aluminiumföretaget Rusal, som 2007 köpte Kubikenborg Aluminium AB i Sundsvall. Deripaska är grundare av och huvudägare i energi- och metallföretaget En+ Group, i vilket bland annat Rusal numera ingår.

## Privatliv
Oleg Deripaska var 2001–2017 gift med Polina Yumasheva, dotter till Boris Jeltsins svärson och chefsrådgivare Valentin Jumashev och styvdotter till Jeltsins dotter Tatjana. Paret har två barn. Bland de ryska oligarkerna har han tidigare ansetts vara den som har haft de bästa förbindelserna med Vladimir Putin.
Han hamnade på de amerikanska sanktionlistorna 2018 med anledning av Rysslands annektering av Krim, och var en av sju oligarker som uppfördes av Storbritannien för sanktioner 2022.
Under Rysslands invasion av Ukraina 2022 pläderade han för fred i Ukraina. Hösten 2022 beslöt en rysk domstol att konfiskera det av Deripaska ägda hotell- och marinakomplexet Imeretinskij Hotel i Sotji.